# V. B. Bineesh
Valliayampoikayil Baby Bineesh (* 2. Februar 1987 in Kerala) ist ein ehemaliger indischer Leichtathlet, der sich auf den 400-Meter-Lauf spezialisiert hat.

## Sportliche Laufbahn
Erste internationale Erfahrungen sammelte Valliayampoikayil Baby Bineesh im Jahr 2006, als er bei den Juniorenasienmeisterschaften in Macau in 49,07 s den sechsten Platz über 400 m belegte. Im Jahr darauf startete er mit der indischen 4-mal-400-Meter-Staffel bei den Hallenasienspielen ebendort und gelangte dort nach 3:16,81 min auf den fünften Platz. 2008 gewann er bei den Hallenasienmeisterschaften in Doha in 3:16,53 min gemeinsam mit Gurvinder Pal Singh, Virender Kumar Pankaj und Thannickkal Aboobcker die Silbermedaille hinter dem Team aus Saudi-Arabien und im Jahr darauf sicherte er sich bei den Asienmeisterschaften in Guangzhou in 3:06,83 min gemeinsam mit Harpreet Singh, Bibin Mathew und Shake Mortaja die Bronzemedaille mit der Staffel hinter den Teams aus Japan und China. 2010 gewann er dann bei den Hallenasienmeisterschaften in Teheran in 3:16,05 min gemeinsam mit Bibin Mathew, Ajay Kumar und Shake Mortaja erneut die Silbermedaille, diesmal hinter den Iranern. Kurz zuvor siegte er in 3:08,62 min mit der Staffel bei den Südasienspielen in Dhaka. Im Oktober klassierte er sich bei den Commonwealth Games in Neu-Delhi mit 3:07,60 min auf dem siebten Platz und anschließend verhalf er dem Team bei den Asienspielen in Guangzhou zum Finaleinzug. Im Juni 2013 bestritt er in Chennai seinen letzten offiziellen Wettkampf und beendete daraufhin seine aktive sportliche Karriere im Alter von 26 Jahren.
2010 wurde Bineesh indischer Meister in der 4-mal-400-Meter-Staffel.

## Persönliche Bestzeiten
- 400 Meter: 46,84 s, 21. Oktober 2009 in Chennai